# Apolodoro (corredor)
Apolodoro (en griego: Ἀπολλόδωρος: ; fl. siglo I d. C.) fue un antiguo macedonio, corredor que, después de ganar en las Olimpiadas, fue alcanzado y muerto por un rayo en su camino de regreso a casa. Es conmemorado por Antípatro de Tesalónica en el siguiente epigrama (Antología griega 7.390):
αὕτη σῆμ' ἐπίκειτ' Ἀπολλοδώρῳ.Πίσηθέν μιν ἰόντα νυκτὸς ὥρῃἔκτεινεν Διόθεν πεσὼν κεραυνός.τηλοῦ δ' Αἰγανέης τε καὶ Βεροίηςνικηθεὶς Διὸς ὁ δρομεὺς καθεύδει.

"Conoces a Cylene, la montaña arcadia;/ese es el monumento que cubre a Apolodoro./Cuando regresó de Pisa por la noche,/un trueno de Zeus lo mató./Muy lejos de Aiani y Beroia,/golpeado por Zeus, el corredor duerme."

Cada año la Carrera de Apolodoro (en griego: Δρόμος Απολλοδώρου) es organizada en las modernas Aiani y Veria (Grecia).